# Halles centrales de Béziers
Les halles centrales de Béziers sont un monument historique situé à Béziers dans l'Hérault.

## Histoire
Les halles sont construites à l'emplacement d'une église romane du Moyen Âge dédiée à saint Félix qui fut rasée en 1815. Le maire de Béziers Alphonse Mas fait construire les halles en 1891. Elles sont rénovées en 1987. 
De type Baltard, elles abritent 21 étals de commerçants et producteurs locaux.
Les halles sont inscrites le 8 octobre 1984 aux monuments historiques.

## Architecture
Les halles sont à structure et charpente métallique et larges verrières sur les côtés.